# مته خاریی
مته خاریی (به انگلیسی: Matta Kharai) یک منطقهٔ مسکونی در پاکستان است که در خیبر پختونخوا واقع شده‌است.